# Duplicidad hagiográfica

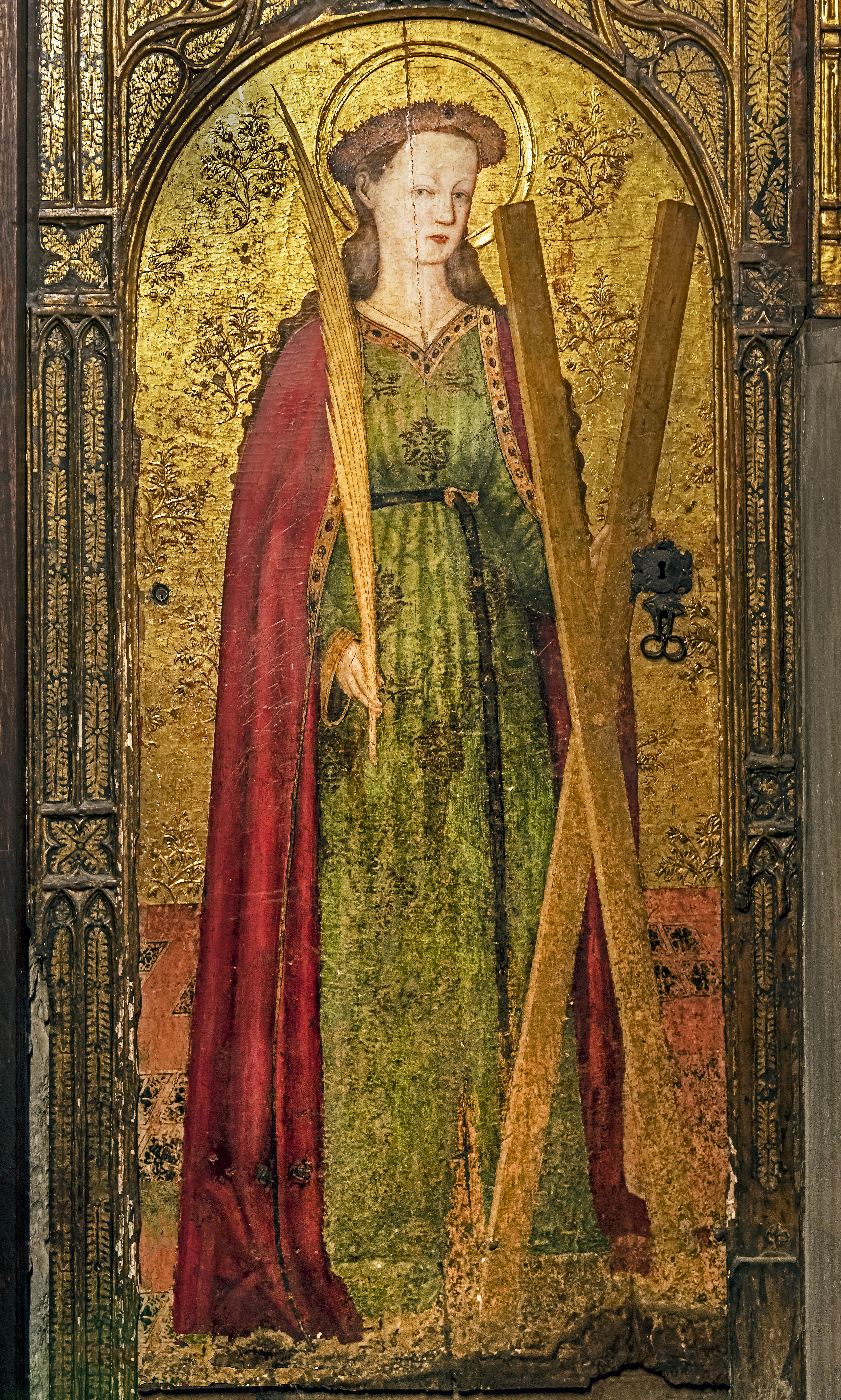
Santa Eulalia de Barcelona, uno de los casos más conocidos de duplicación hagiográfica.

La duplicación o desdoblamiento de una personalidad, en el ámbito de la hagiografía fue un proceso mediante el cual, a partir de la historia, los hechos y la personalidad de una persona real, venerada por la Iglesia como santo o beato, se creaba otra persona, ficticia, a la que se adaptaban leyendas y tradiciones locales.
El proceso podía partir de una confusión en la lectura de un testigo (lápida, texto, etc.) o de la existencia de un culto o unas reliquias de un santo cuyo origen ya se había perdido la memoria en el sitio. A partir del nombre del santo real al que pertenecían, pero con el que no se identificaban, y para justificar ese culto, se elaboraba una leyenda que explicase cómo había llegado al lugar la reliquia o el culto.
Habitualmente, el nombre y la leyenda de su vida eran similares a los del santo real que se tomaba como base, pero se añadían elementos que le vinculaban al lugar donde se creaba: había nacido o vivido, etc. Solía conservarse el mismo día de celebración litúrgica, que puede ser indicativo de uno de esos procesos. Así, el día de San Narciso de Gerona sigue siendo el 29 de octubre, como el del santo "original", San Narciso de Jerusalén. El culto, primero local, se establecía y acababa difundiéndose, siendo aceptado como real. A menudo, el tiempo pasado entre la creación de la leyenda y su aceptación era grande y hacía imposible comprobar su veracidad.
En otros casos, la leyenda del "nuevo" santo combina elementos de otras historias, creando una totalmente diferente, como puede ser el caso de la de Julián el Hospitalario, donde se encuentran elementos de las historias de Julián de Le Mans y los santos Julián y Basilisa, mezclados con leyendas profanas como el mito de Edipo.
Así, a partir del Martyrologium Hieronymianum, la Edad Media fue añadiendo nuevas personalidades, a menudo sin fundamento histórico; una forma de crearlas era la duplicación de figuras, además de la fusión de varias en una, la creación de nuevas figuras a partir de otra con otro nombre. 
Uno de los casos más famosos de duplicidad hagiográfica es el de Santa Eulalia de Barcelona la cual es una versión local de Santa Eulalia de Mérida. Otros ejemplos son el de San Sacerdote de Sigüenza, duplicación de San Sacerdote de Limoges o San Fernando de Aragón creado a partir de la figura de San Fernando de Castilla. Otro caso similar es el de San Jeroteo de Segovia desdoblado de San Jeroteo de Atenas.